# Estació de Maria Cristina
Maria Cristina és una estació situada a l'Avinguda Diagonal al districte de les Corts on enllacen la L3 del Metro de Barcelona i les línies T1, T2, T3 del Trambaix.
L'estació del metro està situada sota l'Avinguda Diagonal al costat de la Gran Via de Carles III, i la del Tram al mateix lloc però a sobre de la Diagonal.
L'estació del metro es va inaugurar el 1975. Posteriorment al 2004 es va inaugurar la parada del Trambaix.

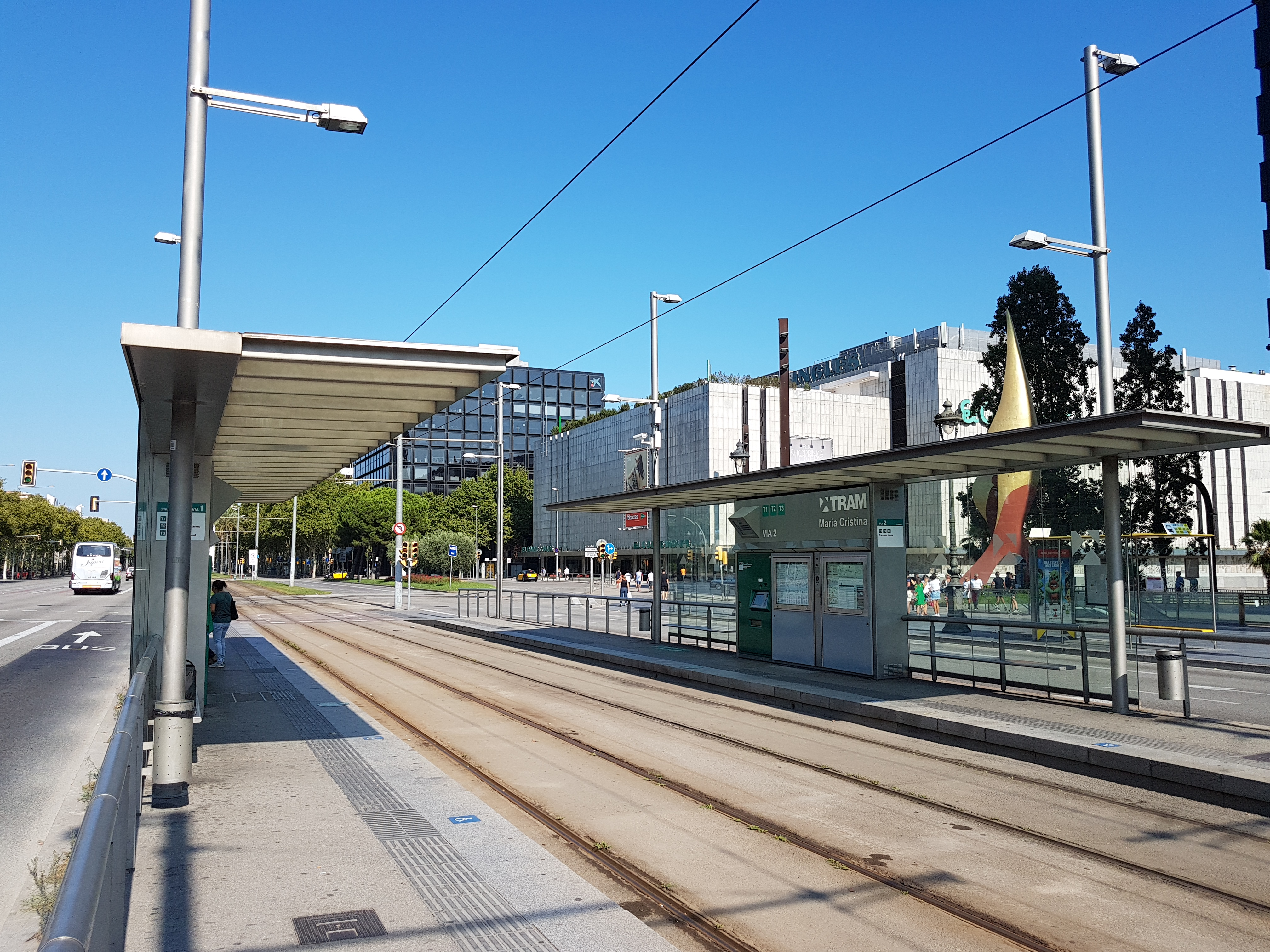
L'estació de tramvia.

## Serveis ferroviaris
| Procedència/Destinació | <           | Línia                         | >         | Procedència/Destinació |
| ---------------------- | ----------- | ----------------------------- | --------- | ---------------------- |
| Metro de Barcelona     |             |                               |           |                        |
| Zona Universitària     | Palau Reial |                               | Les Corts | Trinitat Nova          |
| Trambaix               |             |                               |           |                        |
| Francesc Macià         | Numància    |                               | Pius XII  | Bon Viatge             |
| Francesc Macià         | Numància    | Llevant - les Planes          | Pius XII  |                        |
| Francesc Macià         | Numància    | Sant Feliu - Consell Comarcal | Pius XII  |                        |

## Accessos del metro
- Plaça Reina Maria Cristina- G. V. Carles III